# Перильо, Вито
Вито Перильо (англ. Vito Perillo) — мэр города Тинтон-Фоллс в Нью-Джерси. Является самым пожилым мэром в США, и, возможно, в мире.
В 2021 году избран на второй срок в возрасте 97 лет как независимый кандидат.
Вито Перильо — ветеран Второй мировой войны и отставной инженер минобороны США.
За первый срок Перильо удалось добиться получения грантовых денег на открытие парка игры в пиклбол.